# Bohdan Stupka
Bohdán Stupka (Kulykiv, óblast de Leópolis, 27 de agosto de 1947 - Kiev, 22 de julio de 2012) fue un actor soviético y ucraniano.

## Filmografía
- 1970 - White Bird with Black Mark
- 1984 - Stolen Happiness
- 1991 - Sin
- 1993 - Fuchzhou
- 1999 - Con sangre y fuego
- 1999 - East/West
- 2001 - A Prayer for Hetman Mazepa
- 2003 - An Ancient Tale: When the Sun Was a God
- 2004 - A Driver for Vera
- 2005 - To Take Tarantino
- 2007 - 1814
- 2007 - Two in One
- 2008 - Sappho
- 2008 - A Heart on a Palm
- 2009 - Tarás Bulba
- 2010 - Chantrapas